# Puys Chopine et des Gouttes
Les puys Chopine et des Gouttes sont deux volcans de la chaîne des Puys, dans le Massif central. Ces deux structures sont imbriquées, le puy Chopine se trouvant à l'intérieur du puy des Gouttes. L'ensemble culmine à 1 181 mètres d'altitude au puy Chopine.

## Géographie

### Situation géographique
Le puy des Gouttes et le puy Chopine sont situés dans le Puy-de-Dôme, à environ 14 kilomètres à l'ouest-nord-ouest de Clermont-Ferrand et à 5 kilomètres au sud-est de Saint-Ours.

### Topographie

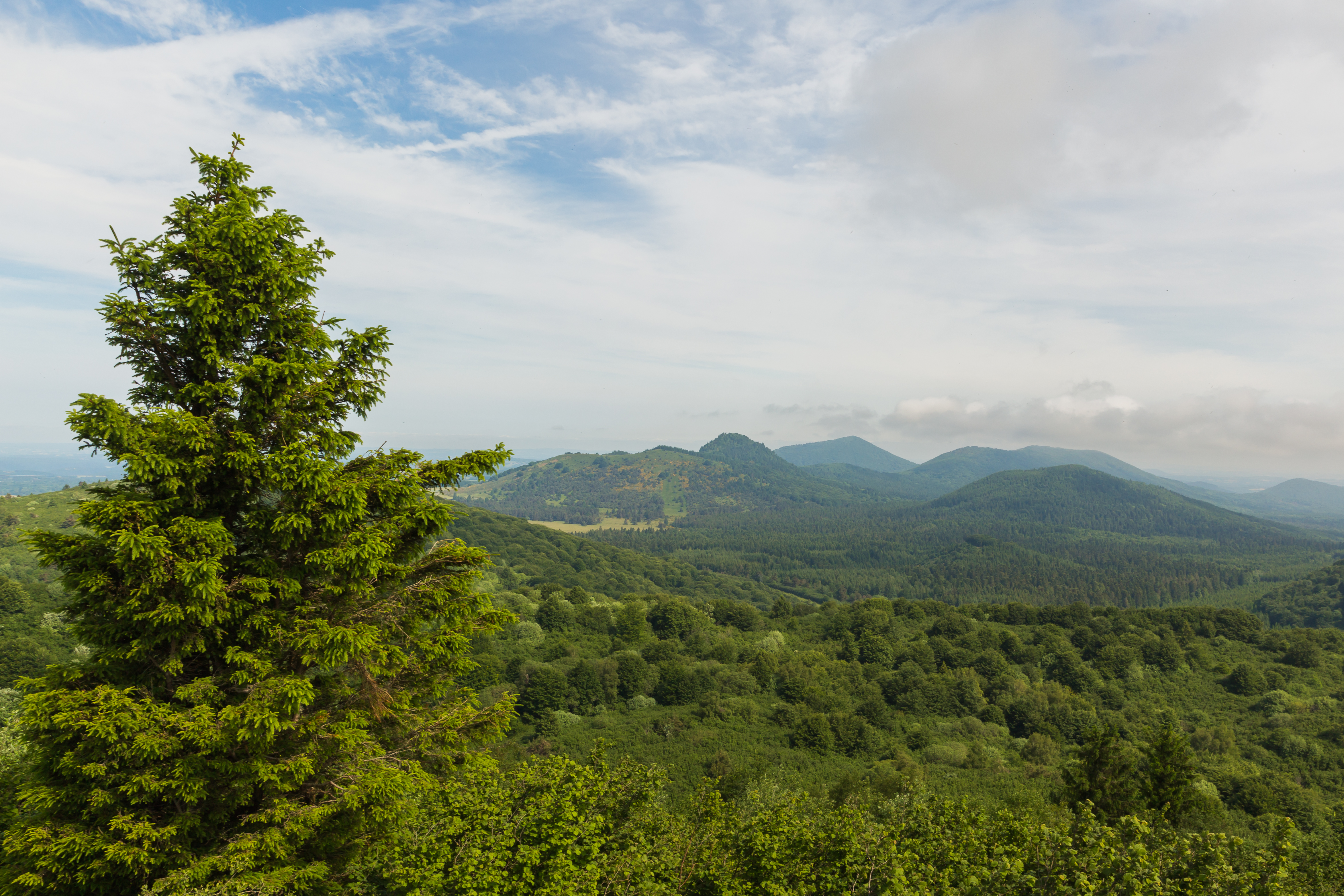
Vue du versant méridional de la chaîne des Puys depuis le puy Pariou avec, de gauche à droite, le puy de Fraisse (derrière le conifère), le puy des Gouttes, le puy Chopine, le puy de Louchadière, le puy de la Coquille, le puy de Jumes, le puy de Chaumont et le puy de la Nugère.

Le puy des Gouttes se présente sous la forme d'un anneau conique étêté, comme le sont la majorité des cônes volcaniques de la chaîne des Puys, mais auquel un secteur manque, au nord, remplacé par le puy Chopine. Il reste donc du puy des Gouttes un croissant aux pointes tournées vers le nord. Cet édifice résulte de l'accumulation de projections volcaniques, des lapillis, et son sommet est situé en crête à une altitude de 1 134 mètres. Il présente des pentes extérieures douces, creusées de ravins disposés radialement, et des parois intérieures abruptes. Dans le secteur nord, il est dominé d'une cinquantaine de mètres par le puy Chopine, qui culmine à 1 181 mètres d'altitude, et qui a la forme d'un dôme relativement plus étroit que circulaire, de 600 mètres de diamètre à la base et de 150 mètres de hauteur.

### Géologie
Le puy des Gouttes, formé il y a 44 000 ans, est un cône de scories composées de trachybasaltes à olivine et augite ou de trachytes à augite et biotite, avec quelques bombes volcaniques trachytiques en « croûte de pain ». Ce cône a aussi produit une petite coulée de basalte à olivine qui a atteint le hameau des Fontêtes à 3 km de là.
Le puy Chopine est constitué d'une aiguille de trachyte gris à phénocristaux de feldspaths, pyroxènes et biotites mais aussi, surtout sur son flanc sud, de grands fragments de socle cristallin (granite, diorite, cornéenne…) remontés 200 mètres plus haut que leur point d'origine. L'édifice est âgé de 9 500 ans[réf. nécessaire].

## Histoire

### Histoire géologique

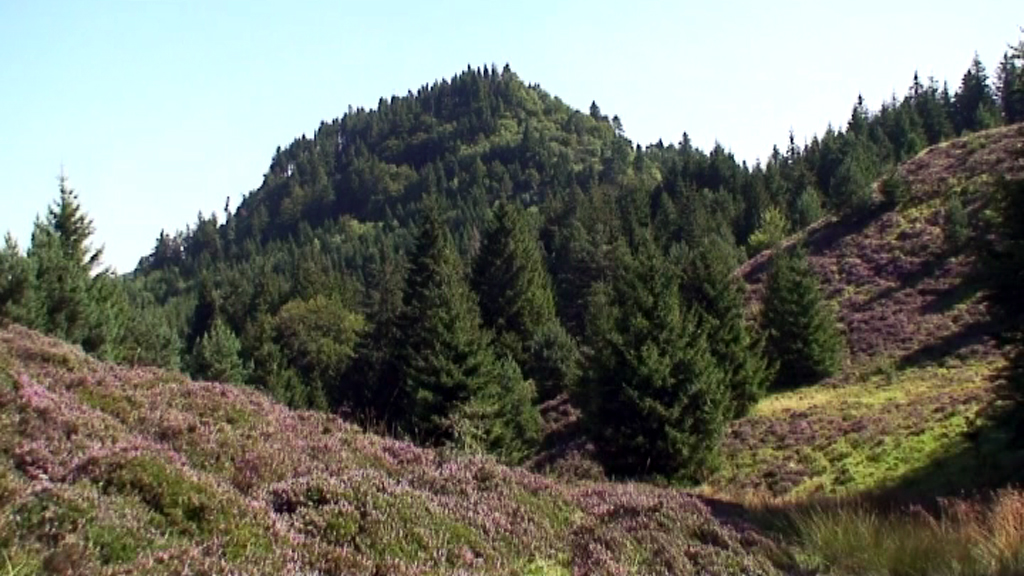
Le puy Chopine, vu depuis le puy des Gouttes.

L'histoire éruptive de ces édifices volcaniques débute, après l'édification du puy des Gouttes il y a 44 000 ans. Ensuite, il y a 30 000 ans une petite coulée de lave basaltique s'épanche vers l'ouest, suivie par une évolution du magma qui, devenant trachy-basaltique, conduit à des manifestations plus explosives.
Plus de 20 000 ans plus tard, vers 6550 (+/-130 ans) av. J.-C.[réf. nécessaire], une forte explosion ouvre un grand cratère de type maar qui détruit partiellement le puy des Gouttes, épargnant la partie méridionale et un petit fragment du flanc septentrional du cône de scories. Cette explosion produit des nuées ardentes de nature trachytique qui couvrent plus de 20 km2 de terrain et suffisamment d’énergie pour propulser des bombes volcaniques jusqu'au puy de Louchadière, à 2 km de là. Ces nuées couvrent de cendres blanchâtres et brûlent la forêt recouvrant les pentes du puy de Lemptégy. Selon Maurice Krafft et François-Dominique de Larouzière, on aurait retrouvé des ponces issues de cette explosion jusque dans le lac de Chalain, dans le département du Jura, et même dans le lac de Constance, en Suisse. Selon une étude de 2004, ces nuées dateraient d'environ 8670 BP, soit d'un âge moyen de 9 700 ans. À la fin de cet épisode très explosif, de grands fragments de socle cristallin détachés glissent dans le cratère du maar.
Une fois le magma dégazé, une éruption de type péléen débute : une aiguille de trachyte très visqueux se met alors à remonter dans la cheminée volcanique, entraînant et repoussant les matériaux la surplombant, et forme ainsi le puy Chopine. C'est de cette façon qu'une énorme dalle de granite de 250 mètres de long et 200 mètres de large, notamment, a été remontée de plusieurs centaines de mètres et repose sur le flanc sud du puy Chopine. L'activité s'est achevée par l'émission de quelques fumerolles.
Un lac, désormais disparu, se forme entre le puy Chopine et le puy des Gouttes.

### Histoire humaine
Le puy Chopine aurait autrefois été appelé Campina (1313), ou Choupina (1370).